# Ostnicowe
Ostnicowe – podrodzina (Stipoideae Burmeist.) i plemię (Stipeae Dumort.)  roślin należących do rodziny wiechlinowatych. Oba taksony noszą tę samą nazwę polską. Typem nomenklatorycznym jest ostnica (Stipa L.).

## Systematyka[potrzebnyprzypis]
- Podrodzina: ostnicowe (Stipoideae Burmeist.)
  - Plemię: ostnicowe (Stipeae Dumort.)
    - Podplemię: Stipinae Griseb.
      - Rodzaj: ostnica (Stipa L.)
        - Gatunek: ostnica Jana (Stipa joannis)
        - Gatunek: ostnica olbrzymia (Stipa gigantea)
        - Gatunek: ostnica piaskowa (Stipa borysthenica)
        - Gatunek: ostnica włosowata (Stipa capillata)